# Курган Славы (Крым)
Курган Славы (высота 887) (Долгоруковская яйла, Крым) — мемориал, который был установлен в честь крымских партизан, сражавшихся с немецкими войсками во время Великой Отечественной войны.

## Боевые действия крымских партизан на Долгоруковской яйле
В годы Великой Отечественной войны Зуйские леса, расположенные между Долгоруковской и Караби яйлами, являлись территорией, которая находилась под контролем партизан. В отличие от бескрайних лесов Украины и Белоруссии это участок леса размером всего 10 на 12 км.
В 1941—1942 годах тут была зона 2-го партизанского района, с середины 1943 года после реорганизации — зона Северного соединения партизан Крыма (командир П. Р. Ямпольский). Иваненковский аэродром — ещё один из семи действовавших в горном Крыму. Принимал самолёты с августа 1943-го по апрель 1944 года. Иваненковский аэродром был на попечении Первой партизанской бригады.
В течение двух с половиной лет оккупации немцы неоднократно предпринимали попытки ликвидировать партизанский фронт. 24-25 июля 1942 года в зуйских лесах была проведена крупная карательная экспедиция. В ней участвовало около 20 000 немецких и румынских солдат и офицеров, в том числе специальные горнострелковые части; их поддерживали самолёты и танки. Партизаны заняли оборону в районе высоты 1025 (гора Юке-Тепе). Их было около 700 человек, не считая больных и раненых. Немцы потеряли более тысячи солдат и офицеров, но уничтожить партизан так и не смогли. В декабре 1942 года последовал новый прочес. Однако и на этот раз партизаны вырвались из окружения и ушли в заповедные леса, за Чатыр-Даг.
Передовое охранение внизу у лесной казармы (бывшая постройка Лесного ведомства) называли «Партизанский военкомат» — тут патриоты, пробирающиеся в отряд, впервые могли открыто встретить партизан, тут велась фильтрационная работа, выявление лазутчиков.
В конце декабря 1943 года здесь, в районе высоты 887, разгорелся крупный бой. Немцы после разгрома своего Зуйского гарнизона 9 декабря 1943 года хотели нанести ответный удар, а также очистить тыл в преддверии весеннего советского наступления. Утром 29 декабря наступление началось. 1-я бригада партизан Крыма «Грозная» под командованием капитана Ф. И. Федоренко держала оборону на высоте Колан-баир и хребте Яман-таш, двух ключевых позициях в районе Долгоруковской яйлы. 1-2 января 1944 года партизаны под натиском немцев отошли к высоте Яман-Таш. Партизаны отбивались до тех пор, пока не закончились боеприпасы. В ночь на 3 января отряды оставили боевые позиции; они благополучно вывели в безопасное место раненых и мирное население.

## Создание памятника

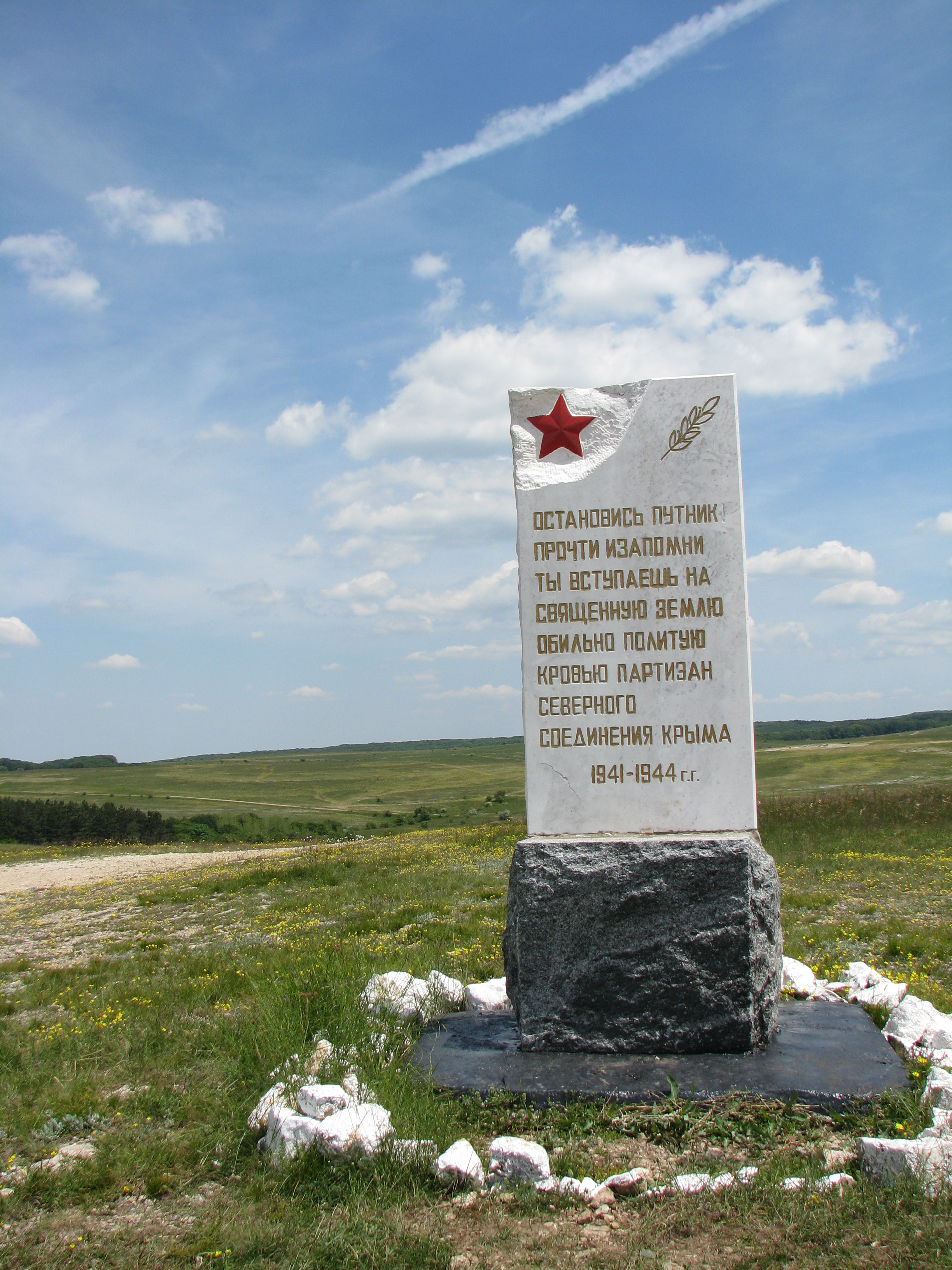
Памятная стела в 3 км западнее Кургана славы на дороге от села Ивановка (Джанатай). Точка зрения примерно соответствует позициям немецких и румынских частей.

Памятник начали строить люди с 1960-х годов принося на место сражений камни. Таким образом выросла груда камней, лёгшая в основу Кургана Славы. В создании принимали участие в том числе студенты Симферопольского автотранспортного техникума. В конце августа 1967 года к 25-летию боёв 1942 года он был торжественно открыт. Впоследствии её довели до логического завершения: привезли и установили на вершине альминские блоки и железный вымпел, символизирующий вечный огонь памяти партизан. На плитах высечены имена погибших. Памятник выполнен в виде белой звезды, которая видна практически с любой точки Долгоруковской яйлы, а также хорошо видна со спутника.
Помимо самого кургана, в окрестностях по кромке леса расположено несколько обелисков и мемориалов партизанам, погибшим в этих местах. В 6 километрах к северо-западу от Кургана Славы на Орта-Сырт-яйле находился знаменитый партизанский аэродром.

## Надпись на памятнике
Насыпают курган без ковша. Без лопат.
Он с могилки солдатской по горсточке взят.
По слезинке у вдов. По кровинке из ран.
А смотрите какой вырастает курган.